# Maria Santissima Addolorata di Castelpetroso

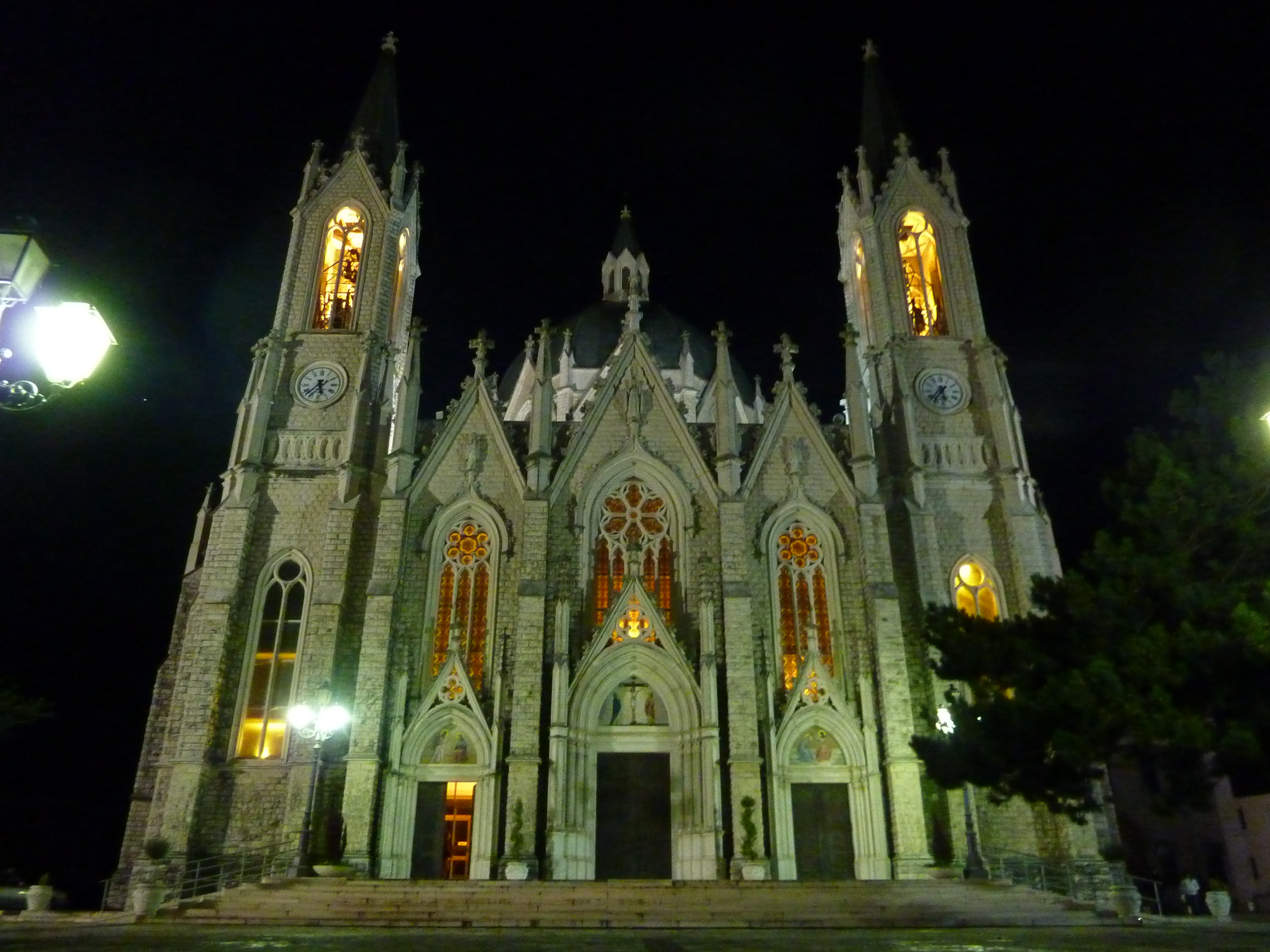
Santuario de la Addolorata di Castelpetroso

Maria Santissima Addolorata es el apelativo con el que los católicos veneran a María por las apariciones que habrían ocurrido en el año 1888 a dos campesinas cerca de Castelpetroso, en la provincia de Isernia.
Dos campesinas, Fabiana Cicchino, llamada Bibiana, y Serafina Valentino, de 35 y 34 años respectivamente, relataron que el 22 de marzo de 1888, en la localidad de Cesa tra Santi, cerca de Castelpetroso, en el país molisano, habían visto una luz procedente de una gruta. Afirmaron que al acercarse vieron a la Virgen María, con el corazón transido por siete espadas, los brazos abiertos y la mirada vuelta al cielo, arrodillada delante del cuerpo de Jesús muerto, cubierto de lágrimas. Manifestaron que vieron a la Virgen diez años después.
La Iglesia católica encargó la investigación de los hechos, al tiempo que crecían las peregrinaciones. Después del citado reconocimiento episcopal y la posterior consagración del santuario, el 6 de diciembre de 1973 el papa Pablo VI  proclamó la Virgen Addolorata di Castelpetroso como celeste Patrona del Molise. El 19 de marzo de 1995, el papa Juan Pablo II visitó el lugar sagrado, rindiendo homenaje a la Virgen Addolorata.